# 岡倉大吉
岡倉大吉（おかくら だいきち）は、TBSのホームドラマ『渡る世間は鬼ばかり』に登場する架空の人物である。第1シリーズから第7シリーズでは藤岡琢也、第8シリーズ以降は宇津井健が演じていた。

## プロフィール
- 生年月日：1928年6月20日[3]（最終シリーズ第1話では1930年10月14日となっている）
- 没年月日：2014年12月30日
- 住所：東京都世田谷区弦巻6-12-9（架空）
- 職業：子会社取締役常務→監査役→退職→小料理屋「おたふく」板前→お食事処「おかくら」店主
- 好物：黒砂糖、チーズ（ちなみに牛乳が苦手）
- 趣味：囲碁、ゴルフなど
- 資格：調理師

## 来歴・人物
（出典）
母親を早くに亡くした為、姉・森山珠子（森光子）に育てられる。また、大学入学前に父親も亡くし、珠子が働きに出ることで学費を賄う。大吉は度々ドラマ内で珠子に恩義があると語っており、シスターコンプレックスの持ち主でもあった。
シリーズ開始当初は人の好き嫌いが激しく自宅ではわがままで不機嫌になると節子や娘たちにも当たることがあり、典型的な昭和の父親だった。しかし店を始めるようになるとだんだんと丸くなっていき節子の死後は娘たちと成長した孫たちの持ち込んでくる問題に冷静に助言や援助をするようになる。
珠子の紹介により節子と結婚。長女・弥生、次女・五月、三女・文子、四女・葉子、五女・長子の5人の娘に恵まれる。最後まで男の子が生まれることを期待して、大志（だいし）という名前を準備していた。名前は誕生月に因んだもので、長子から由来を聞かされた英作は「風流な人」と評している。
娘達・特に葉子からは「馬鹿が付くくらいのお人よし」と評されており、実際に遠山遊や大木忠則を引き取ってをり、彼らにお土産買ってきたり小遣いを渡したりしている。遠山に至っては雲仙まで出向いている。お人よしなのは葉子以外の娘にも受け継がれている。
会社員時代は会社の重役まで上り詰めて第1シリーズ内で子会社へ重役として出向していたが、当時の社長との折り合いが悪かったのと同時期に五月の嫁ぎ先「幸楽」での遺産相続問題で久子の夫・健治が幼なじみの地上げ屋から幸楽の権利書を担保に借り入れた500万円もの大金をキミには内緒で返済の為に急遽必要となり、節子にも内緒で大吉自身の退職金から捻出しようと一人で今後の事を考えていた。行きつけの小料理屋「おたふく」できんぴらごぼうの作り方を教わり、料理人を目指すことを決意。長年勤めた会社を節子や娘達に内緒で退職し「おたふく」で板前の見習いとして働く。
このことで節子と大喧嘩し家出されるも、節子が足を怪我して岡倉家に戻ったことで板前への転職を許された。第2シリーズでは、調理師試験を2回受けて合格。資格所得後に山口政子の援助を受け、第2シリーズ最終回でお食事処「おかくら」をオープン。お店の開業に節子は反対していたが、一人家に取り残されてしまった為女将として手伝うようになった。
第3シリーズでは、葉子が当時の恋人・山口太郎との婚約破談と同時に、山口商事の事業悪化で所有していた自社ビルを手放すこととなる。
そのため、テナント料が払えず閉店する事になったが、葉子のアイデアで自宅の1階を改装しリニューアルオープンの提案を受け入れた。改装工事中は4人の娘の家を転々とする予定だったが、最終的には五月と文子の家になった。その際節子と「幸楽」の手伝いをしており、最初の2日間はすぐにダウンしてしまったが3日目以降は慣れた。文子については、亨から年子の話し相手になってくれと迎え入れられた。
第4シリーズでは、節子の親友・青山タキを2代目女将として雇い、岡倉家の家事全般を任せた。曾孫を持つ年になっても、あかりや五月の嫁姑小姑問題、文子の家庭問題、葉子の結婚問題、長子の同居問題などで、娘および孫たちから代わる代わる泣きつかれては相談に乗り、時には問題解決のために奔走した。
その度に「娘や孫に振り回されるのはもうたくさんだ」と口では言っていたが、本心では自分のことを頼ってくれる人がたくさんいることを嬉しく、誇りに思っていた。
第9シリーズでは、突然やってきたお客・小宮怜子に恋心を抱き、長子の代わりとして彼女を「おかくら」で雇い、今まで行きもしなかったお茶会にも彼女を誘って行ったこともあった。
当初は五月や長子が付き合いに反対して長子とタキはどうにか追い出そうと画策するがだんだんと怜子の人柄に惚れ込み付き合いに賛成。しかし、五月は節子の事を理由に反対し続けた。ついにはプロポーズもして怜子の返事を待つだけだったが、怜子は返事を引き伸ばしにした後、第9シリーズ最終回で亡くなった息子の嫁とその再婚相手が海外から帰国し、一緒に暮らそうという誘いを受け、主婦業に徹したいと言う理由で勤めていた「おかくら」も退職し、大吉のプロポーズを断った。
2014年12月30日、夜の営業終了後、夜食のテーブルについた時、心筋梗塞を引き起こす。救急車で病院へ搬送されるが、すでに息を引き取っていた。享年84。大吉の遺産は約1億円で、長年同居していた長子が1人で相続することをすすめる姉4人と、店を売って娘5人で2000万円ずつ遺産を平等に分けると主張する長子とで意見が割れた。
しかし、孫・日向子が「おかくら」を継ぎたいと主張し、長子も日向子の気持ちを理解した為「おかくら」を株式会社にして配当金を貰う形でお店を残した。
第7シリーズまでは藤岡が演じていたが、肺炎により入院したため降板し代役で第8シリーズ以降は宇津井が演じている。その藤岡は2006年10月20日に慢性腎不全の為他界、復帰を待たないまま宇津井が2代目となる結果となった。宇津井は2014年3月14日、慢性呼吸不全のため死去。藤岡にとって2005年3月の第7シリーズ最終話が遺作となり、宇津井も「2013年2時間スペシャル」が生涯最後のテレビドラマ出演となり、大吉を演じた人物は両者故人となった。

## 家族・親戚
公式サイトにて
- 姉：森山珠子（ハワイ在住、お金持ちの未亡人）（演：×森光子）
- 妻：×岡倉節子（専業主婦→お食事処「おかくら」初代女将、1998年死去）（演：×山岡久乃）

### 子供
- 長女：野田弥生（専業主婦→看護師→専業主婦→「ラ・メール」勤務→「ごはんや」勤務→「北川保育園」ボランティア→専業主婦→喫茶「花」ボランティア）（演：長山藍子）
- 次女：小島五月（中華「幸楽」2代目女将）（演：泉ピン子）
- 三女：高橋文子（食品会社勤務→専業主婦→自然食品店「あさま」従業員→FTトラベル社長）（演：中田喜子）
- 四女：大原葉子（照明デザイナー→一級建築士）（演：野村真美）
- 五女：本間長子（大学生→銀行員→専業主婦→病院院長秘書→翻訳家→お食事処「おかくら」従業員→専業主婦→お食事処「おかくら」従業員→「本間クリニック」手伝い）（演：藤田朋子）

### 孫
- 弥生の長女：野田あかり（海外失踪中、演：山辺有紀）
- 弥生の長男：野田武志（「村上モータース」勤務、演：岩渕健）
- 五月の長女：田口愛（中華「幸楽」3代目女将、演：吉村涼）
- 五月の長男：小島眞（公認会計士、演：えなりかずき）
- 文子の長男：高橋望（ハワイ在住、演：冨田真之介）
- 葉子の長女：大原さやか（誕生目前で死産）
- 葉子の次女：大原ゆき（双子）
- 葉子の三女：大原みき（双子）
- 長子の長女：本間日向子（「おかくら」板前、演：土江海鈴→高塚麻衣→日野美紀→大谷玲凪）

誕生時、大吉は「静子」という名前を考えていたが、本間家が考えた名前である「日向子」になった。大吉は当初「日向子」という名前は「ひよこみたいだ」と不満を漏らしていたが、最終的には納得した。なお、静子は春日伸彦の姉の名前である。
- 養女：遠山遊（演：山辺江梨）

遠山昌之と前妻の間に生まれた娘。長子や岡倉家とは血縁関係はない

### 曾孫
- 横川良武（武志の前妻・佐枝の連れ子で血は繋がっていない。演：吉田理恩）
- 野田勇気（あかりの長男、演：山内秀馬→渡邉奏人）
- 田口さくら（愛の長女、演：久保田さくら→小宮未鈴→安藤美優）
- 小島香（眞の長男、演：柳田湊大）

## お食事処「おかくら」
オープンして27年が経った和食店。お盆と正月をのぞいて年中無休で営業している。

### 概要
その始まりは、大吉が60歳を過ぎ、重役として子会社へ異動するが、元部下であった社長とうまく行かず不満の日々を送っていた。当時常連客として利用していた小料理屋「おたふく」の女将から「きんぴらごぼう」の作り方を教わり、自分に料理の才能があることを知る。
次女・五月の遺産相続問題で退職金（500万円）が必要になり、家族に無断で会社を退職。「おたふく」の板前に転職する。
第2シリーズ終盤、突然の「おたふく」閉店により職を失うが、四女・葉子の当時の恋人・山口太郎（船越英一郎）が所有する「山口商事」のテナントビルで「おかくら」をオープンさせた。妻・節子も女将として手伝い始めた。一時期弥生の長女あかりがアルバイトをしていた。
第3シリーズでビルから退店することとなり、葉子の提案と設計で岡倉家の1階を改装しリニューアルオープン。第4シリーズから板前が小出文平→宮部勉に代わる。1998年秋、節子がニューヨーク旅行中に急死。節子の代理で手伝いをしていた青山タキを正式に2代目女将として雇い、2002年春には孫・眞の友人である森山壮太を板前として採用。
また、タキも調理師免許を取得する。
2004年春、開店10周年を迎え、娘たちが旧友を亡くした大吉を励ますために開店10周年パーティーを開催。
しかし、2006年7月、宮部勉が結婚のため地元・京都へ戻る。同居していた五女・長子が翻訳の仕事を諦め「おかくら」を継ぐと宣言して働き始める。2007年初頭、壮太は父・正造が自殺未遂を起こして半身が不自由になり、生活を支えざるを得なくなったため、「おかくら」を一時去り、ホストクラブで働く。その間は野々下加津がバイトをしていた。
2008年、長子の姑・常子が倒れ、昼間は長子が常子の介護をする為、大吉は小宮怜子を昼間のみ雇っていた。その後、長子の夫・英作までもが倒れ、長子は引越しを決意し退職。その為、夜も怜子に来てもらった。
大井精機の買収により居場所を失い、アルバイトを探していた眞の恋人・貴子を雇う。しかし、貴子は中国へ向かう父に付いていくために「おかくら」を辞め、怜子も嫁夫婦の誘いで同居して主婦業をして行くと言い辞めてしまった。
その後は若いアルバイトを複数雇っていたようだが、いずれも1ヶ月程度しか持たずに職場放棄をしてしまった様子。時給は1000円。
最終シリーズからは長子が神林清明の死去により、岡倉家に戻って再び「おかくら」を手伝うようになる。また、貴子も父の病気で帰国し、大吉と五月に紹介されて再び「おかくら」で働くようになった。
2011年春ごろから、日向子が板前を志し、調理場を手伝うようになる。2012年からは貴子が辞めたのと入れ替わりに、長谷部まひるが夜のみ働くようになる。
2014年末に大吉が死去。タキ・壮太・まひる、日向子の5人で営業を続ける。遺産相続問題で、長子は閉店を勝手に決めてしまうが、日向子が店を継ぎたいと言い出し、タキも売却に反対。長子を除く岡倉姉妹も実家が無くなるのは忍びないという事で「おかくら」を株式会社にし、姉妹が株式を等分保有の上、経常利益の一部を配当するという事で経営することになった。2019年度の配当金は100万円。

### 従業員
☆は調理師免許所持者、◆は「幸楽」を手伝ったことがある者。
現在
- 青山タキ（第4シリーズ～、演：野村昭子×）☆

2代目女将。
- 森山壮太（第5シリーズ～、演：長谷川純）☆

板前。
- 本間日向子（1995年〜、演：大谷玲凪）

板前。
- 森山まひる（最終シリーズ〜、演：西原亜希）

接客担当。
- 藤川昇（2019年〜、演：小野塚勇人）

板前の見習い。
過去
- ×岡倉大吉☆◆（第1シリーズ〜2013年、演：藤岡琢也×→宇津井健×）

初代店主。2014年冬死去。
- 野田あかり（第1シリーズ〜第8シリーズ、演：山辺有紀）

接客担当。
- ×岡倉節子（第1シリーズ～第4シリーズ第1話、演：山岡久乃×）◆

初代女将。1998年秋、ニューヨークにて心筋梗塞で死去。
- 小出文平（1995年・第3シリーズ、演：横田進）☆

板前。1998年頃に父が病に倒れ、地元へ帰った。
- 宮部勉（第4シリーズ～第8シリーズ、演：山田雅人）☆

板前。第8シリーズ中盤で退職し、京都の料亭「大川」の婿養子となる。
- 野々下加津（第4シリーズ〜最終シリーズ、演：宇野なおみ）◆

接客担当。
- 小宮怜子（第9シリーズ、演：池内淳子×）

接客担当。
- 本間長子（第1シリーズ～、演：藤田朋子）

接客担当。
- 小島貴子（第9シリーズ〜、演：清水由紀）◆

接客担当。